# Patricia López Arnaiz
Patricia López Arnáiz (Vitòria, 15 d'abril de 1981) és una actriu basca, coneguda principalment pel seu paper protagonista de Teresa Blanco en la sèrie de TVE La otra mirada.

## Biografia
Després de cursar Publicitat i Relacions Públiques en la Universitat del País Basc, va estudiar interpretació a l'Escola de Teatre Vitòria-Gasteiz "Ortzai". Va començar a treballar en el teatre i en 2008, va participar en Maitasunaren Saltsa. Després va fer petits papers en cinema i teatre. En 2017, va aconseguir una major popularitat amb la pel·lícula El guardián invisible, dirigida per Fernando González Molina, basada en la novel·la de Dolores Redondo, en la qual interpretava Rosaura, una de les germanes de la protagonista.
Aquest mateix any va tenir un gran recolzament en la seva carrera amb la seva participació a la sèrie La peste d'Alberto Rodríguez, on interpretava Teresa de Pinelo, una vídua culta i acomodada que administra la fàbrica de sedes que va heretar del seu espòs i alhora és una pintora de talent que ha de signar els seus quadres amb el nom del seu pare per a poder vendre'ls.
El 25 d'abril de 2018 es va estrenar la sèrie de TVE La otra mirada, en la qual interpreta Teresa Blanco, una dona viatgera que arriba a Sevilla com a professora i que amaga un secret, que aquesta haurà d'esbrinar mentre lídia amb els problemes de les alumnes, professores i els d'ella mateixa. Aquesta sèrie feminista, encara que no ha tingut gran audiència, sí que va tenir crítiques positives i va ser renovada per una segona temporada, estrenada en 2019.
.

## Filmografia

### Cinema
- Los destellos - Dir. Pilar Palomero (2024)
- Ofrenda a la tormenta - Dir. Fernando González Molina (2020).
- Legado en los huesos - Dir. Fernando González Molina (2019).
- Mientras dure la guerra - Dir. Alejandro Amenábar (2019).
- El árbol de la sangre - Dir. Julio Medem (2018).
- El guardiánm invisible - Dir. Fernando González Molina (2017).
- Un otoño sin Berlín - Dir. Lara Izaguirre (2015).
- Lasa eta Zabala - Dir. Pablo Malo (2014).
- La herida - Dir. Fernando Franco (2013).
- Amaren Eskuak (2012).
- Bera (2011).
- 80 Egunean (2009).

### Televisió
| Sèries      | Sèries              | Sèries    | Sèries                | Sèries      |
| Any         | Títol               | Cadena    | Paper                 | Notes       |
| ----------- | ------------------- | --------- | --------------------- | ----------- |
| TBA         | La línea invisible  | Movistar+ |                       |             |
| 2018 – 2019 | La otra mirada      | La 1      | Teresa Blanco Sánchez | 21 episodis |
| 2018 – 2019 | La peste            | Movistar+ | Teresa de Pinelo      | 12 episodis |
| 2009 – 2010 | Qué vida más triste | laSexta   |                       |             |

## Premis
- Nominada al premi a millor actriu als XX Premis Iris per La otra mirada.
- Guanyadora del premi a millor intèrpret femenina en ficció als Premis Ondas 2018 per La otra mirada (ex aequo amb Aura Garrido por El día de mañana).
- Guanyadora del Goya 2021 a la millor actriu protagonista per Ane.